# 杰克·爱尔兰
杰克·爱尔兰（英語：Jack Ireland，1999年8月26日—），澳大利亚男子游泳运动员，残障级别为S14。他曾代表澳大利亚参加2022年英联邦运动会游泳比赛，获得男子200米自由泳S14级铜牌。